# Parafia św. Benona w Broniszewie
Parafia Świętego Benona w Broniszewie – parafia rzymskokatolicka, znajdująca się w diecezji włocławskiej, w dekanacie ślesińskim. 